# Maria Victoria Barros
Maria Victoria Borghetti Barros (Maringá, 1º de fevereiro de 1992) é uma empresária e política brasileira. Filiada ao Progressistas (PP), atualmente é deputada estadual pelo Paraná e segunda-secretária da Assembleia Legislativa do Estado do Paraná.

## Biografia
Filha da ex-governadora do estado do Paraná, Cida Borghetti, e do deputado federal e ex-ministro da saúde do governo Temer, Ricardo Barros, Maria Victoria é natural do município de Maringá, no Norte Central Paranaense, mas mudou-se para a capital do estado em 1995, onde cursou o ensino fundamental. Herdeira da família Barros, presente na política maringaense desde o início de sua história, Maria Victoria também é neta do 6° prefeito de Maringá, Silvio Magalhães Barros, e sobrinha de Silvio Barros, também ex-prefeito do município e ex-secretário de desenvolvimento urbano do Paraná.
Em 2007, Maria Victoria mudou-se para Lugano, na Suíça, para cursar o primeiro ano do ensino médio e, em 2008, retornou à Curitiba para estudar na International School of Curitiba. Formada em Turismo na Suíça, em 2010, Maria Victoria estagiou por 5 meses no hotel Sofitel, em Suzhou, na China, e, atualmente, administra os negócios da família: a St. James International School, a Borghetti Barros Imóveis e a Construtora Magalhães Barros.
Além disso, Maria Victoria Barros é casada com o advogado Diego da Silva Campos e tem três filhasː Maria Antonia, Maria Valentina e Maria Stefania .

## Trajetória política

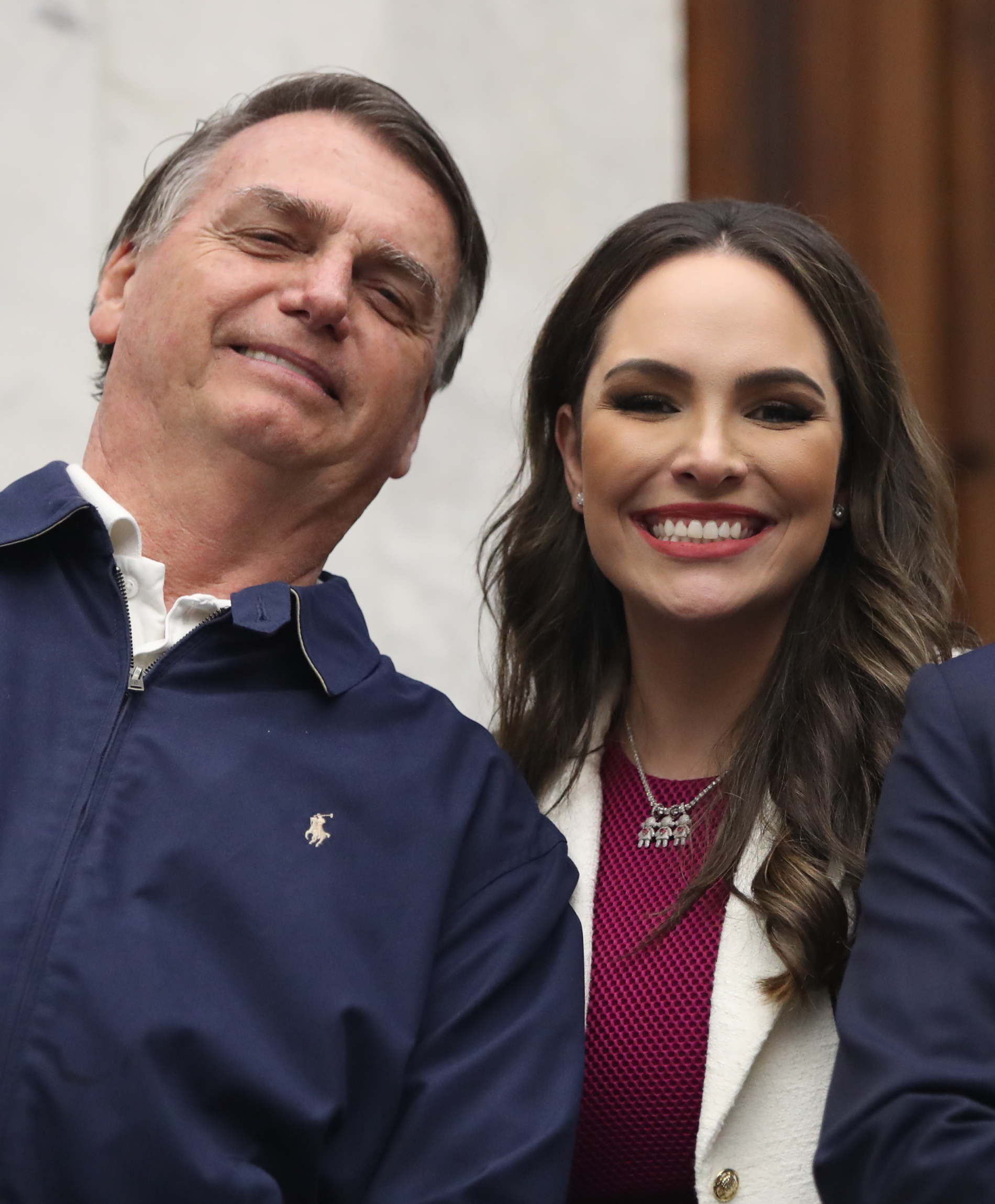
Barros com o ex-presidente Jair Bolsonaro (2023)

Em 2014, e com 22 anos de idade, Maria Victoria disputou pela primeira vez um cargo eletivo ao candidatar-se ao cargo de deputada estadual pela coligação PP/PMN. Alcançando a soma de 44.870 votos (0,78% dos votos válidos), conseguiu eleger-se como a parlamentar mais jovem naquele pleito. Durante o primeiro mandato como deputada, em 2015, destacou-se por votar a favor do PL 252/2015 que alterava a previdência dos servidores públicos do Paraná, apoiando a proposta apresentada pelo então governador do estado, Beto Richa (PSDB).
Nas eleições de 2016, então com 27 anos, candidatou-se à prefeitura de Curitiba pela coligação Renova Curitiba, formada pelo PP, PRTB, PR, PHS, PMB e Solidariedade, tendo o ex-deputado Luciano Pizzatto (PRTB) como vice na chapa. Após a apuração dos votos, ficou em 4° lugar na disputa ao angariar 52.576 votos, o equivalente a 5,66% dos votos válidos.
Atual presidente do Progressistas no Paraná, em 2018, Maria Victoria elegeu-se novamente deputada estadual pela coligação Paraná Firme, composta pelo PP, PTB, DEM, PSDB e PSB, obtendo a soma de 50.414 votos (0,88% dos votos válidos).

### Desempenho em eleições
| Ano  | Eleição               | Coligação                              | Partido | Candidato a       | Votos       | %    | Resultado  |
| ---- | --------------------- | -------------------------------------- | ------- | ----------------- | ----------- | ---- | ---------- |
| 2014 | Estadual no Paraná    | PP/PMN                                 | PP      | Deputada estadual | 44.870      | 0,78 | Eleita     |
| 2016 | Municipal de Curitiba | PP, PRTB, PR, PHS, PMB e Solidariedade | PP      | Prefeita          | 52.576 (4°) | 5,66 | Não Eleita |
| 2018 | Estadual no Paraná    | PP, PTB, DEM, PSDB e PSB               | PP      | Deputada estadual | 50.414      | 0,88 | Eleita     |
| 2022 | Estadual no Paraná    | Nenhuma                                | PP      | Deputada estadual | 52.819      | 0,87 | Eleita     |
| 2024 | Municipal de Curitiba | PP/PRD                                 | PP      | Prefeita          | 20.497 (7°) | 2,19 | Não eleita |

## Controvérsias
Em julho de 2017, realizou seu casamento no Palácio Giuseppe Garibaldi, prédio tombado no centro histórico de Curitiba, sem o devido licenciamento da Secretaria de Estado da Cultura do Paraná. O ato foi alvo de protestos contra a deputada, seu pai o então Ministro da Saúde Ricardo Barros e os demais presentes, que foram alvos de ovos, vaias e palavras de ordem.